# Baby Love
Baby Love ist ein Lied der US-amerikanischen Soul-Pop-Girlgroup The Supremes, das im August 1964 erschien und als Single zum Millionenseller avancierte.

## Entstehung und Veröffentlichung
Geschrieben wurde das Lied gemeinsam vom Produzententrio Holland–Dozier–Holland, das aus Lamont Dozier und dem Brüderpaar Brian und Eddie Holland besteht. Dozier und Brian Holland zeichneten darüber hinaus auch für die Produktion verantwortlich.
Die Erstveröffentlichung von Baby Love erfolgte am 31. August 1964 bei Motown, als Teil des zweiten Supremes-Studioalbums Where Did Our Love Go (Katalognummer USA: 621). Am 17. September 1964 erschien das Lied als fünfte Singleauskopplung aus dem Album. Diese erschien unter anderem weltweit als 7″-Single mit der B-Seite Ask Any Girl (Katalognummer USA: M 1066) sowie als Extended Play bei Columbia Records in Frankreich, mit den Liedern Standing at the Crossroads of Love, When the Lovelight Starts Shining Through His Eyes und You Bring Back Memories (Katalognummer: ESRF 1594).

## Inhalt
Anfang 1964 schrieben Holland-Dozier-Holland Baby Love über eine nicht mehr intakte Teenagerbeziehung, wobei Lamont Dozier zusammen mit Eddie Holland den Text verfasste, Brian Holland steuerte die Melodie bei. Eddie Holland hatte mit sich wochenlang gekämpft, bevor er den Text auf Papier festhielt. Er beinhaltete eine einfache Geschichte eines durch den Freund verlassenen Mädchens, das ihm sehr nachtrauert. Ursprünglich war der Song für die Marvelettes gedacht, die ihn jedoch ablehnten. Die Supremes konnten sich angesichts ihrer Misserfolge eine Ablehnung hingegen nicht leisten. Deshalb entstand Baby Love / Ask Any Girl im Studio A bei Motown in Detroit am 13. August 1964 mit den Supremes, produziert von Brian Holland und Lamont Dozier.

## Stil
Die Produktion wurde sehr stark am vorangegangenen ersten Millionenseller der Supremes Where Did Our Love Go (Juni 1964) orientiert und beinhaltet alle Ingredienzen des so genannten Motown-Sounds. Die Instrumentation stammte von den bewährten Funk Brothers, die bei fast allen Motown-Hits mitspielten, nämlich in der Besetzung Earl Van Dyke (Piano), Joe Messina (Gitarre), James Jamerson (Bass), Jack Ashford (Tambourin) und Richard „Pistol“ Allen (Schlagzeug). Andrew „Mike“ Terry spielt mit seinem Bariton-Saxpohon den mittleren Instrumentalteil. Diana Ross dominierte mit der souligen Sopranstimme, der Hintergrundgesang mit „baby-baby“, reagierte im Call-and-Response-Stil. Das ungewöhnliche Fußstampfen stammte von Mike Valvano, eingebettet in die Rimshot-Technik des Schlagzeugers. Der Refrain befindet sich auf der ständigen Suche nach den Strophen und der Liedbrücke. Rhythmisch handelt es sich um die Betonung des zweiten und vierten Schlags eines 4/4-Taktes. Nach lediglich zwei Takes wurde der Song am 13. August 1964 abgemischt.

## Kommerzieller Erfolg

### Chartplatzierungen
Baby Love avancierte zum Nummer-eins-Hit in den Vereinigten Staaten und dem Vereinigten Königreich. In den US-amerikanischen Billboard-Charts belegte es zudem die Chartspitze der Rhythm-&-Blues-Charts, was einen Crossover-Erfolg darstellte. Darüber hinaus erreichte das Lied Top-10-Platzierungen in Norwegen (Rang 5) und den Niederlanden (Rang 8).
Im Vereinigten Königreich waren die Supremes die erste Girl Group mit einem Nummer-eins-Hit. Mit Baby Love waren sie zudem die ersten der Motown-Künstler, die einen zweiten Nummer-eins-Hit verbuchen konnten.
| ChartsChartplatzierungen       | Höchstplatzierung | Wochen |
| ------------------------------ | ----------------- | ------ |
| Deutschland (GfK)              | 15 (14 Wo.)       | 14     |
| Vereinigte Staaten (Billboard) | 1 (13 Wo.)        | 13     |
| Vereinigtes Königreich (OCC)   | 1 (15 Wo.)        | 15     |

| ChartsJahrescharts (1964)      | Platzierung |
| ------------------------------ | ----------- |
| Vereinigte Staaten (Billboard) | 33          |

### Auszeichnungen für Musikverkäufe
Die Single verkaufte sich laut Quellen und Schallplattenauszeichnungen über vier Millionen Mal, davon über 3,4 Millionen Mal in den Vereinigten Staaten.
| Land/Region                  | Auszeichnungen für Musikverkäufe (Land/Region, Auszeichnung, Verkäufe) | Verkäufe  |
| ---------------------------- | ---------------------------------------------------------------------- | --------- |
| Vereinigte Staaten (RIAA)    | Gold                                                                   | 3.496.000 |
| Vereinigtes Königreich (BPI) | Platin                                                                 | 600.000   |
| Insgesamt                    | 1× Gold · 1× Platin ·                                                  | 4.096.000 |

## Coverversionen
Obwohl so überaus erfolgreich, wagten nur 16 Interpreten, den Titel als Coverversion herauszubringen. Die bei Motown übliche zyklische Songstruktur stellte sich auch hierbei als ein entscheidendes Hindernis für Coverversionen in der Popmusik heraus. Noch im Erscheinungsjahr des Originals kam eine ähnlich arrangierte Fassung von Jenny & the Jewels auf dem Plattenlabel HIT heraus, das sich auf Budget-Imitationen großer Hits spezialisiert hatte (HIT 153; 1964). Sieht man hiervon ab, entstand erst 1972 von Andy & David Williams die erste bedeutsame Coverversion; La Toya Jackson übernahm den Titel (LP Stop In The Name Of Love; 1995), Mary Stahl im Oktober 1999, Erasure folgte im Februar 2001. Der Song erhielt einen BMI-Award. HDH schrieben für Motown über 200 Titel, davon 70 Top-10-Hits und 50 Tophits. Unter diesen Tophits befanden sich 13 aufeinanderfolgende Tophits.